# Джорджия (шрифт)
Джорджия (англ. Georgia) — шрифт в категории переходной антиквы, созданный в 1993 году Мэтью Картером для Microsoft Corporation в качестве засечкового компаньона для Вердана, первого экранного гротеска Microsoft. Над хинтингом работал Том Рикнер. Впервые был выпущен 1 ноября 1996 года в составе пакета Core fonts for the Web. Позже вошёл в дополнительный пакет шрифтов для Internet Explorer 4.0.
Шрифт был разработан для обеспечения удобочитаемости с монитора даже при небольшом кегле, что было достигнуто в том числе благодаря большой высоте строчных. Название было в шутку взято из таблоидного заголовка: «Головы инопланетян были обнаружены в штате Джорджия».
Шрифт напоминает Таймс, но имеет множество отличий в деталях: Джорджия крупнее и насыщеннее, чем Таймс, при одинаковом кегле, также она имеет большую высоту строчных букв; имеет вертикальную ось округлых знаков; засечки у Джорджии шире и резче. Таймс имеет более узкие пропорции. Джорджия ощутила влияние шрифтов типа Кларендон, особенно это заметно в b, r, j и c (прописной и строчной). В отличие от Таймс, Джорджия использует старостильные (минускульные) символы цифр.

## Варианты
Новые версии шрифтов Джорджия и Вердана были выпущены в 2011 году. Расширенная версия оригинального шрифта, названная Georgia Pro, имеет ряд дополнений, включая:
- Дополнительные варианты насыщенности, включая сжатые версии;
- Капительный вариант шрифта;
- Дополнительные наборы символов;
- Дополнения для кернинга;
- Дополнительные возможности OpenType.

Расширенная версия шрифта была разработана для организаций, широко использующих Джорджию и Вердану, но нуждающихся в расширенной версии для специфических применений.
Microsoft также использует другую версию Джорджии — Georgia Ref, имеющую один тип насыщенности, но включающую в себя дополнительные символы. Она распространялась с Microsoft Bookshelf 2000, Encarta Encyclopedia Deluxe 99 и Encarta Virtual Globe 99.
MS Reference Serif — производный от Georgia Ref шрифт с полужирным и курсивным начертаниями, который также был включён в Microsoft Encarta.
В 2007 году Мэтью Картер завершил разработку новой версии шрифта для графического интерфейса Блумбергского терминала.

## Награды
Кириллический вариант шрифта получил награду журнала Upper & Lower Case Magazine в 1999 году.
26 мая 2011 года Мэтью Картер получил «награду за жизненные достижения» (англ. Lifetime Achievement Award) от Национального музея дизайна Смитсоновского института, в том числе и за разработку шрифта Джорджия.